# Ciamemazina
A ciamemazina é um antipsicótico típico pertencente ao grupo das fenotiazinas que, assim como outras drogas desse grupo, é dotada de atividade antiadrenérgica, antidopaminérgica, anti-histamínica, anticolinérgica e é um antagonista do receptor de serotonina. Dentre essas propriedades, a que mais se destaca é a de anti-histamínica, fazendo com que esse psicofármaco tenha uma ação sedativa com potência de 2 a 3 vezes, em média, superior à da clorpromazina.

## Indicações
- Estados ansiosos e psicóticos (tanto em adultos como em crianças);
- Neuroses obsessivas de evolução grave, como as que ocorrem durante o período de abstinência em pacientes dependentes de álcool ou outras drogas;
- Estado elevado de agressividade;
- Tratamento das depressões graves (geralmente associado a um antidepressivo).[2]

## Mecanismo de ação
Exerce seu efeito sedativo bloqueando os receptores de dopamina (do tipo D2, D3 e D4), receptores serotoninérgicos (do tipo 5-HT1A; 5-HT2A; 5-HT2C e 5-HT7), receptores histamínicos H1, receptores muscarínicos (M2; M4, M5 e os receptores adrenérgicos alfa 1.
O principal mecanismo que contribui para a ação antipsicótica é o bloqueio (antagonismo) dos receptores dopaminérgicos.

## Efeitos colaterais
As reações descritas como mais relevantes foram: sonolência; astenia; apatia; hipotensão ortostática; taquicardia; boca seca; obstipação e diminuição da líbido.
Já as mais raras ou menos comuns foram: convulsões, colapso respiratório; enterocolite necrosante e priapismo.

## Interações medicamentosas
A associação da Ciamemazina com alguns antiarrítmicos (como quinidina, amiodarona, ibutilida, sotalol) pode provocar uma complicação conhecida como torsades de pointes.[carece de fontes?]
Pode potencializar o efeito de medicamentos anti-hipertensivos, como o captopril, aumentando o risco da ocorrência de uma hipotensão ortostática. Já o uso concomitante com a guanetidina pode inibir o efeito anti-hipertensivo da mesma.[carece de fontes?]
O uso com substâncias de ação depressora sobre o sistema nervoso central (álcool, barbitúricos, opiáceos, benzodiazepinas, anti-histamínicos H1 de primeira geração, tranquilizantes e outros) pode intensificar os efeitos de sonolência, hipotensão e astenia, por exemplo.